# Нотр-Гейделберг Тауншип (округ Беркс, Пенсільванія)
Нотр-Гейделберг Тауншип (англ. North Heidelberg Township) — селище (англ. township) в США, в окрузі Беркс штату Пенсільванія. Населення — 1220 осіб (2020).

## Демографія
Згідно з переписом 2010 року, у селищі мешкало 1214 осіб у 475 домогосподарствах у складі 370 родин. Було 499 помешкань
Расовий склад населення:
| - 97,2 % — білих - 0,4 % — азіатів - 0,3 % — чорних або афроамериканців - 0,2 % — корінних американців - 1,2 % — осіб інших рас |

До двох чи більше рас належало 0,7 %. Частка іспаномовних становила 2,0 % від усіх жителів.
За віковим діапазоном населення розподілялося таким чином: 17,4 % — особи молодші 18 років, 64,8 % — особи у віці 18—64 років, 17,8 % — особи у віці 65 років та старші. Медіана віку мешканця становила 49,6 року. На 100 осіб жіночої статі у селищі припадало 101,0 чоловіків;  на 100 жінок у віці від 18 років та старших — 100,6 чоловіків також старших 18 років.
Середній дохід на одне домашнє господарство  становив 91 483 долари США (медіана — 75 368), а середній дохід на одну сім'ю — 102 697 доларів (медіана — 80 909). За межею бідності перебувало 6,0 % осіб, у тому числі 1,7 % дітей у віці до 18 років та 5,0 % осіб у віці 65 років та старших.
Цивільне працевлаштоване населення становило 672 особи. Основні галузі зайнятості: освіта, охорона здоров'я та соціальна допомога — 23,1 %, виробництво — 18,5 %, роздрібна торгівля — 10,3 %, будівництво — 7,4 %.